# Natasza Goerke
Natasza Goerke (ur. 13 marca 1960 w Poznaniu) – polska prozaiczka, eseistka i felietonistka; autorka krótkich groteskowo-surrealistycznych, podszytych ironią i zabarwionych czarnym humorem opowiadań, porównywana do Daniiła Charmsa czy Antonio Tabucchiego.

## Życiorys
Studiowała polonistykę na UAM w Poznaniu, indianistykę na Uniwersytecie Jagiellońskim w Krakowie i indologię na Uniwersytecie w Hamburgu. Od połowy lat 80. przebywa poza granicami Polski, mieszkając najpierw w Danii, a następnie w Niemczech. Obecnie mieszka w Niemczech i Nepalu. Była stypendystką m.in. Akademie Schloss Solitude 1995, Schloss Wiepersdorf 2001, Villa Hellebosch w Belgii 2002.
W 1992 roku została wyróżniona w konkursie na opowiadania Czasu Kultury. W 2003 roku była nominowana do Nagrody Literackiej Nike. W 2019 roku jej książka Tam zdobyła nagrodę Bursztynowego Motyla w Konkursie im. Arkadego Fiedlera.
Prowadzi warsztaty literackie w ramach Międzynarodowego Festiwalu Opowiadania we Wrocławiu oraz warsztaty organizowane przez wydawnictwo Czarne w Wołowcu.

## Twórczość
Książki wydane w Polsce:
- Fractale, 1994[12], wydanie poprawione 2004[13].
- Księga pasztetów, 1997[14].
- Pożegnania plazmy, 1999[15].
- 47 na odlew, 2002[16], nominacja Nike w 2003 roku[7].
- Tam, 2017[17]

Przekłady
- angielski:
  - Farewells to plasma, Praha 2001[1].
- chorwacki:
  - Oprostaji Plazme, Zagreb 2004[18].
- niemiecki:
  - Sibirische Palme, Hamburg 1997[19].
  - Abschied von Plasma, Hamburg 2000[20].
  - Rasante Erstarrung, Innsbruck 2003[21].
- serbski:
  - Sve pastete sveta, Beograd 2002[22].
- słowacki:
  - Povedz mi čo Si mysliš o Indii a ja Ti powiem kto Si, Bratislava 2002[23].

Publikuje w czasopismach polskich m.in. „brulion”, „Bluszcz”, „Chimera”, „Czas Kultury”, „Kontynenty”, „Odra”, „Twórczość”, „Wysokie Obcasy”, kilku periodykach polonijnych oraz czasopismach zagranicznych np. „Innostrannaja Literatura” (Иностранная литература).